# Вулканогенно-осадові родовища
Вулканогенно-осадові родовища (рос. вулканогенно-осадочные месторождения, англ. volcano-sedimentary deposits; нім. vulkanogene Sedimentlagerstätten f pl) — поклади корисних копалин що сформувалися в результаті надходження в басейни древніх і сучасних морів і океанів мінеральних продуктів, що утворюються при виверженні вулканів на дні моря, островах та вздовж берегів і осідання цих продуктів в формі пластів, плит і жовен.
Вулканогенні компоненти корисних копалин випадають в осад з розчинів вулканічного газу і гарячих вод вулканічного походження, а також вимиваються з захололих лав і попелів морською водою, зокрема внаслідок вилуговування.

## Приклади
До вулканогенно-осадових родовищ належать великі пластові поклади залізних і марганцевих руд, складені силікатами, карбонатами, оксидами і гідрооксидами цих металів, а також колчеданні руди, до складу яких входять сульфідні сполуки заліза, міді, цинку, свинцю, барію, кальцію. За існуючими даними скупчення жовнових руд заліза і марганцю на дні Тихого, Атлантичного і Індійського океанів утворилися з продуктів підводних вивержень молодих вулканів.